# Temporada 1958-1959 del RCD Espanyol
Dades de la Temporada 1958-1959 del RCD Espanyol.

## Fets Destacats
- 19 d'octubre de 1958: Lliga: Espanyol 0 - FC Barcelona 3[4]
- 25 de desembre de 1958: Amistós: Espanyol 1 - 1. FC Nuremberg 1[5]
- 28 de desembre de 1958: Lliga: Espanyol 2 - Reial Madrid 0[6]
- 8 de febrer de 1959: Lliga: FC Barcelona 5 - Espanyol 3[7]
- 19 d'abril de 1959: Lliga: Reial Madrid 3 - Espanyol 3[8]

## Resultats i Classificació
- Lliga d'Espanya: Setena posició amb 29 punts (30 partits, 11 victòries, 7 empats, 12 derrotes, 54 gols a favor i 53 en contra).
- Copa d'Espanya: Eliminà l'Hèrcules CF a setzens de final però fou vençut per l'Atlètic de Madrid a vuitens de final.

## Plantilla
| P   | Jugador                  | Lliga | Lliga | Copa d'Espanya | Copa d'Espanya |
| P   | Jugador                  | PJ    | G     | PJ             | G              |
| --- | ------------------------ | ----- | ----- | -------------- | -------------- |
| POR | Josep Vicente            | 23    | -37   | 4              | -6             |
| POR | Ricardo Zamora de Grassa | 7     | -8    | -              | -              |
| DEF | Joan Bartolí             | 27    | -     | 4              | -              |
| DEF | Antoni Argilés           | 23    | -     | 3              | -              |
| DEF | Agustí Faura             | 18    | -     | -              | -              |
| DEF | Amaro Dauder             | 10    | -     | 4              | -              |
| DEF | Abel Hernández           | 4     | -     | -              | -              |
| DEF | Josep Parra              | -     | -     | -              | -              |
| DEF | Sebastià Franch          | -     | -     | -              | -              |
| MIG | Eduardo Vílchez          | 29    | 3     | 4              | -              |
| MIG | José Sastre              | 26    | 5     | 4              | -              |
| MIG | Emili Gàmiz              | 23    | 1     | 2              | -              |
| MIG | Decio Cuaresma Recaman   | 22    | 4     | -              | -              |
| MIG | Ángel De Tomás Aguirre   | 16    | 3     | 3              | 2              |
| MIG | Josep Maria Ruiz         | 12    | 2     | 2              | -              |
| MIG | István Kis Szolnok       | 5     | 1     | 1              | -              |
| MIG | Antoni Campos            | 3     | -     | 1              | -              |
| DAV | Antoni Camps             | 26    | 5     | 2              | -              |
| DAV | Óscar Coll               | 26    | 11    | 1              | -              |
| DAV | Carlos Torres            | 14    | 2     | 4              | 1              |
| DAV | Lluís Muñoz              | 6     | 1     | 2              | 1              |
| DAV | Josep Ribera             | 6     | 2     | 3              | -              |
| DAV | Hugo Villamide           | 4     | -     | -              | -              |